# Алерген
Алерген је материјa којa унете у организам изазива алергијску реакцију. Тешко их је при уобичајеном начину живота избећи јер су свуда у животној средини; храни, средствима за одржавање хигијене, лековима, одећи, накиту, природи, на радном месту у околини у којој живимо. Најчешћи алергени су; протеини у храни, гриње, перје и хемикалије у кући, полен и инсекти у природи, хемијска и друга испарења на радном месту итд.

## Основне поставке
Основна улога људског и животињског организма је да штити и одбрани тело од многих честица сa којимa je он дошао у контакт, и које се у њему понашају као страно и потенцијално штетна супстанца, било да су пореклом из унутрашње или спољашње средине.
Тако алерген може код здравих особа да покрене, алергијску реакцију или промењено, преосетљиво стање имуног система појединих особа на материје из нашег окружења, а на које већина не реагује, јер суштински не представљају претњу.

У скопу опште имунолошке реакције, материје које представљају „окидаче” реакције називају се антигени. Антигеном се данас сматра било која супстанца која у контакту са одговарајућим ткивом индукује стање преосетљивости и/или резистенције на инфекцију. Након што је Пиркет увео термин „алерген”, дошло се до следеће дефиниције: 
| „ | Алерген је супстанца (или антиген) која доводи до стања преосетљивости или алергијске реакције. | ” |

Иако се алерген данас дефинише као антиген који показује својство имуногености, јер индукује стварање али и улази у интеракцију са ИгЕ антителима, разлика између антигена и алергена још увек није потпуно јасна, јер нису увек присутна горенаведена два својства. Најбољи пример за то су хаптен-материје мале молекуларне тежине, које нису имуногени, али реагују специфично са антителима и тако стварају хаптен-протеинске комплексе. 
На основу усвојене поделе антигена у две групе: Т-лимфоцит зависне и Т лимфоцит независне антигене, алергени се сврставају у прву групу Т-лимфоцит зависних.

## Епидемиологија
Склоност ка алергији изазваној алергенима је наследна и у око 30% популације је присутна у виду поремећаја, а код око 20% особа она се и испољи. Број оболелих склоних на штетно дејство алергена је у сталном порасту у свету.

## Етиологија
Алергени се најчешће деле у неколико великих група на основу начин на који организам човека долази у контакт са њима на:
Контактни алергени
У контакне алергене спадају: хемикалије, козметика, накит .. 
Нутритивни или алергени хране
Ова врста алергена потиче из храна (ораси, кикирики, чоколада, јаја, риба, млеко, конзерванси и адитиви у храни и др.)
Респираторни или аероалергени
У аероалергене спадају; полен, споре гљива и плесни, длаке, епител и излучевине сисара, комадиће тела и излучевине чланконожаца (најчешће гриње и бубашвабе), комадиће биљног ткива и сл. Аероалергенске честице које превладавају у амбијенталном ваздуху су полен и споре гљива и плесни, док у ваздух у затвореним просторима превладавају гриње и бубашвабе са својим излучевинама, длаке, епител и излучевине сисара, а у влажним просторима и споре плесни. 
Излагање аероалергенима узрокује код одређеног дела популације алергијске болести дисајног система, начешће кијавицу, запаљење вежњаче ока и астму. Дубина уласка честица аероалергена у дисајни систем зависи од њихове величине и дубине удаха ваздуха. Честице веће од 10 μm углавном се депонују у екстраторакалној регији (нос, уста, ждрело). Мање честице у распону величина између 5 и 8 μm допиру до трахеобронхијалног дела дисајног система, док се мале честице (1-3 μm) депонују у плућним алвеолама.
У зависности од величине честица постоје три механизма који омогућавају одлагање честица у дисајном систему. То су импакција, седиментација и дифузија. 
Алергени из животињских отрова
Алергени из животињских отрова најчешће у организам доспевају након убода инсеката.
Алергени из лекова и лековитих супстанци
Професионални алергени
- Полен
- Извор нутритивних алергена
- Гриње
- Извори глутена

## Хемијски састав алергена
По хемијском саставу алергени су молекули протеина велике молекуларне тежине (укључујући коњуговане протеине као што су гликопротеини, липопротеини и нуклеопротеине) и полисахариди (укључујући липополисахариде). 
На површини алергена налазе се фрагменти - епитопи, који се вежу на рецепторе Т и Б-лимфоцита и на слободне молекуле антитела. Величина епитоп еквивалентна је 5-15 аминокиселина или 3-4 угљикохидратних резидуа. Полисахаридни антигени имају велик број епитоп који сви имају исту специфичност, док протеински антигени имају мањи број епитопа различите специфичности.

## Одређивање алергена
Одређивање алергена кожним тестом
За одређивање алергена примењују се тестови на кожи да би се уочиле реакције на различите, данас познате алергене. Реакције у току теста јавља се након неколико минута до једног дана од почетка теста. 
Одређивање нутритивних алергена
Код сумње на нутритивне алергене, пацијент се испитивањима подвргава на тачно одређеној исхрани како би се уочиле намирнице са алергенима. Много сложенији приступ је елиминацијска дијета, која неко време исхраном стабилизује стање организма, а након тога уводи у исхрану нову врсту намирнице. Ако пацијент реагује на нову храну, то значи да се потенцијални алерген налази у њој. 
Недостатак ове дијете је њена цена и трајање, као и поремећај у уносу потребних нутритиената.